# Tchèques d'Ukraine
Les Tchèques d'Ukraine ou Tchèques de Volhynie (en tchèque : Volyňští Češi ; en ukrainien : Волинські чехи) sont les Tchèques ou leurs descendants installés en Ukraine dans la seconde moitié du XIXe siècle, principalement en Volhynie.

## Histoire
Entre 1868 et 1880, jusqu'à 16 000 Tchèques ont quitté la Bohême et la Moravie pour la Russie. Les raisons de leur départ sont les conditions de vie difficiles dans les pays tchèques sous domination austro-hongroise et les avantages accordés par l'Empire russe pour défricher et mettre en culture ses vastes étendues non exploitées.
En 1905, les Tchèques se sont installés en Volhynie où ils ont fondé, entre autres, le village de Bohemka (uk) aujourd'hui en Ukraine.
Lors de la Première Guerre mondiale, les Tchèques de l'Empire russe ont combattu dans les légions tchécoslovaques de l'armée russe.

### Entre-deux-guerres
En 1921, après la défaite de l'Armée rouge lors de la guerre soviéto-polonaise, la Volhynie est divisée en deux. La Pologne en obtient la partie occidentale et l'Union soviétique la partie orientale.
Les villages tchèques côté polonais perdurent autour de Kvassyliv et se modernisent progressivement, mais des difficultés surgissent pendant les années 1930, en raison du conflit frontalier entre la Pologne et la Tchécoslovaquie. En résultent des demandes de suppression de l'éducation tchèque par les nationalistes polonais ou d’expropriation des terres des paysans tchèques par les fermiers ukrainiens voisins.
Les populations des villages tchèques d'URSS perdent leurs terres lors de la création des kolkhozes et toutes les familles dont des membres ont servi dans les légions tchécoslovaques sont déportées au Kazakhstan. Les autres subissent la terreur rouge, les réquisitions du NKVD et les famines de 1921-1922 et de 1932-1933 : beaucoup fuient vers la Pologne pour y échapper.

### Seconde Guerre mondiale
La Volhynie est réunifiée sous domination soviétique quand l'URSS occupe l'est de la Pologne en 1939. Elle est ensuite occupée en 1941 par l'Allemagne nazie qui y commet les mêmes crimes qu'ailleurs en URSS. Les soviétiques reviennent en 1944 et d'autres crimes se succèdent. À la fin de la guerre, les villages tchèques sont dépeuplés et en partie incendiés.

### Après guerre
Depuis 2014, après la révolution en Ukraine et surtout depuis la guerre russo-ukrainienne, certains Tchèques de l'oblast de Jytomyr ont exprimé leur désir de retourner dans leur pays d'origine. En 2018, le nombre de Tchèques en Ukraine pouvait être estimé jusqu'à environ 11 000 individus, mais un grand nombre ne parle plus le tchèque, mais sont passés au russe et à l'ukrainien.